# Enzo Biliotti
Enzo Biliotti, all'anagrafe Lorenzo Biliotti (Livorno, 28 giugno 1887 – Bologna, 19 novembre 1976), è stato un attore italiano.

## Biografia
Figlio di Francesco e del soprano Ines De Frate, iniziò la carriera teatrale come attore brillante nella compagnia Carini-Gentili (1918-1921) per entrare successivamente in quella di Gemma Bolognesi. Fece parte anche di quella di Virgilio Talli (1922-1924), poi della Piccola Canobbiana di Milano nella stagione 1924-1925 e quindi di quella del Teatro d'Arte di Roma nel 1925-1926, per essere uno dei compagni di Alda Borelli nel 1926. Dina Galli lo volle con se per l'intera stagione 1927-1928, quindi passò con la Migliari-Menichelli nel 1928-1929 e in una compagnia di riviste diretta da Paolo Reni (1929-1930).
Guido Salvini lo scritturò per una produzione in grande stile, affidandogli il personaggio di Fouché in Campo di maggio (1930) di Giovacchino Forzano, personaggio che egli riprese allorché lo stesso Forzano ne fece nel 1935 la versione cinematografica. Nel 1931 fece parte del folto cast della Za Bum n. 3 e nel 1938 fu con la Tumiati-Bagni-Scelzo, dove si distinse in una bella edizione dell'Adelchi di Alessandro Manzoni.
Sempre nel 1938 interpretò Federico in Come vi piace di William Shakespeare, per la regia di Jacques Copeau, con Massimo Pianforini, Sandro Ruffini, Guido Gatti, Fernando Farese, Nerio Bernardi, Umberto Melnati, Giuseppe Pierozzi, Franco Scandurra, Checco Rissone, Nella Bonora, Letizia Bonini e Zoe Incrocci al Giardino di Boboli a Firenze. Nel 1946 infine fu con la compagnia con Lilia Silvi.
Nel cinema venne sempre impiegato in ruoli da caratterista o di secondo piano; vi si accostò dai tempi del muto impersonando fra Cristoforo ne I promessi sposi (1923) di Mario Bonnard, che lo diresse più tardi ne La gerla di papà Martin (1940). Il suo primo film sonoro fu Villafranca (1933), dove interpretò superbamente Napoleone III, che ripropose con arguzia ne La contessa Castiglione (1942) di Flavio Calzavara. 
Biliotti si specializzò nel disegnare magistralmente sovrani, imperatori, nobili e padri d'alto lignaggio. Fra le sue più gustose caratterizzazioni quella del viceré in Un'avventura di Salvator Rosa (1939) di Alessandro Blasetti e re Filippo IV in Don Cesare di Bazan (1942) di Riccardo Freda, oltre al già citato imperatore francese.
Sposato con Lia Di Lorenzo, alla fine degli anni cinquanta si ritirò nell'istituto di riposo per attori Lyda Borelli di Bologna.

## Filmografia
- Cura di baci, regia di Emilio Graziani-Walter (1916)
- L'amica, regia di Mario Bonnard (1920)
- Villafranca, regia di Giovacchino Forzano (1934)
- La signora Paradiso, regia di Enrico Guazzoni (1934)
- Pierpin, regia di Duilio Coletti (1935)
- La luce del mondo, regia di Gennaro Righelli (1935)
- Maestro Landi, regia di Giovacchino Forzano (1935)
- Amo te sola, regia di Mario Mattoli (1935)
- I due sergenti, regia di Enrico Guazzoni (1936)
- Per uomini soli, regia di Guido Brignone (1938)
- Nina, non far la stupida, regia di Nunzio Malasomma (1938)
- Voglio vivere con Letizia, regia di Camillo Mastrocinque (1938)
- Ai vostri ordini, signora..., regia di Mario Mattoli (1938)
- L'ultima carta, regia di Piero Ballerini (1938)
- Montevergine, regia di Carlo Campogalliani (1939)
- Un'avventura di Salvator Rosa, regia di Alessandro Blasetti (1939)
- Terra di nessuno, regia di Mario Baffico (1939)
- Mille chilometri al minuto!, regia di Mario Mattoli (1939)
- Lo vedi come sei... lo vedi come sei?, regia di Mario Mattoli (1939)
- Cento lettere d'amore, regia di Max Neufeld (1940)
- La danza dei milioni, regia di Camillo Mastrocinque (1940)
- Validità giorni dieci, regia di Camillo Mastrocinque (1940)
- Il pirata sono io!, regia di Mario Mattoli (1940)
- Pazza di gioia, regia di Carlo Ludovico Bragaglia (1940)
- Piccolo mondo antico, regia di Mario Soldati (1941)
- Con le donne non si scherza, regia di Giorgio Simonelli (1941)
- Barbablù, regia di Carlo Ludovico Bragaglia (1941)
- I promessi sposi, regia di Mario Camerini (1941)
- Violette nei capelli, regia di Carlo Ludovico Bragaglia (1941)
- La contessa Castiglione, regia di Flavio Calzavara (1942)
- La fabbrica dell'imprevisto, regia di Jacopo Comin (1942)
- Malombra, regia di Mario Soldati (1942)
- Don Cesare di Bazan, regia di Riccardo Freda (1942)
- Margherita fra i tre, regia di Ivo Perilli (1942)
- Pazzo d'amore, regia di Giacomo Gentilomo (1942)
- Due cuori fra le belve, regia di Giorgio Simonelli (1943)
- Cortocircuito, regia di Giacomo Gentilomo (1943)
- Spie tra le eliche, regia di Ignazio Ferronetti (1943)
- La freccia nel fianco, regia di Alberto Lattuada (1945)
- L'innocente Casimiro, regia di Carlo Campogalliani (1946)
- L'angelo e il diavolo, regia di Mario Camerini (1946)
- Il mondo vuole così, regia di Giorgio Bianchi (1946)
- Eugenia Grandet, regia di Mario Soldati (1947)
- Anni difficili, regia di Luigi Zampa (1948)
- Totò cerca casa, regia di Steno e Mario Monicelli (1949)
- Adamo ed Eva, regia di Mario Mattoli (1949)
- Lo sparviero del Nilo, regia di Giacomo Gentilomo (1949)
- È arrivato il cavaliere, regia di Steno e Mario Monicelli (1950)
- Quel fantasma di mio marito, regia di Guido Brignone (1950)
- L'inafferrabile 12, regia di Mario Mattoli (1950)
- L'eroe sono io, regia di Carlo Ludovico Bragaglia (1950)
- Saluti e baci, regia di Giorgio Simonelli (1952)
- La cieca di Sorrento, regia di Giacomo Gentilomo (1952)
- Melodie immortali, regia di Giacomo Gentilomo (1952)
- Il romanzo della mia vita, regia di Lionello De Felice (1952)
- La figlia del reggimento, regia di Goffredo Alessandrini, Géza von Bolváry e Tullio Covaz (1953)
- Frine, cortigiana d'Oriente, regia di Mario Bonnard (1953)
- Giuseppe Verdi, regia di Raffaello Matarazzo (1953)
- Papà Pacifico, regia di Guido Brignone (1954)
- Appassionatamente, regia di Giacomo Gentilomo (1954)
- La figlia di Mata Hari, regia di Renzo Merusi (1954)
- Guai ai vinti, regia di Raffaello Matarazzo (1954)
- La donna più bella del mondo, regia di Robert Z. Leonard (1955)
- La ragazza del Palio, regia di Luigi Zampa (1957)

## Doppiatori italiani
- Amilcare Pettinelli in Due cuori fra le belve, L'innocente Casimiro, Anni difficili, Il romanzo della mia vita, Frine, cortigiana d'Oriente, Papà Pacifico
- Stefano Sibaldi in Don Cesare di Bazan
- Mario Besesti in La figlia di Mata Hari

## Prosa radiofonica Rai
- Questa sera si recita a soggetto di Luigi Pirandello, regia di Guido Salvini, trasmessa il 7 novembre 1961.